# El Messaid
El Messaid (ou M'Said) est une commune de la wilaya de Aïn Témouchent en Algérie.
Le cap Figalo se trouve dans le nord-ouest de la commune. 

## Géographie

### Situation
|                  | Bouzedjar                        |          |
| Mer Méditerranée | El Messaid                       | El Amria |
|                  | Hassi El Ghella; Ouled Boudjemaa |          |